# Electrofiziologie
Electrofiziologia (din greacă: ἥλεκτρον, elektron, φύσις, physis, „natură”, și -λογία, -logia, „studiu”) este studiul fenomenelor electrice și electrochimice care se produc în celule sau în țesuturile organismelor vii și, în particular, în neuroni și fibre musculare. Ea implică măsurarea tensiunilor sau curenților electrici la diferite scări biologice, de la canalul ionic izolat până la organele întregi, cum este inima.
În cadrul neuroștiințelor, electrofiziologia studiază activitatea electrică a neuronilor și în particular generarea de potențial de acțiune. Înregistrarea activității electrice mai largi a sistemului nervos, de exemplu prin electroencefalografie, poate de asemenea să fie considerată ca electrofiziologie.

## Istorie
Una dintre primele experiențe de electrofiziologie a fost realizată de Luigi Galvani, care a descris „electricitatea animală”. Disecând o broască, a constatat contracții musculare ale animalului la contactul metalului scalpelului său cu nervul sciatic. A demonstrat că scalpelul nu era „activ” decât dacă era încărcat cu electricitate statică. A dedus de aici că fenomene electrice erau responsabile de contracția mușchilor.